# Drescoma
Drescoma är ett släkte av fjärilar. Drescoma ingår i familjen mott.
Kladogram enligt Catalogue of Life:
| Drescoma | \| \| Drescoma cinilixa \| \| \| \| \| \| Drescoma cyrdipsa \| \| \| \| |
|          | \| \| Drescoma cinilixa \| \| \| \| \| \| Drescoma cyrdipsa \| \| \| \| |
|          | Drescoma cinilixa                                                       |
|          |                                                                         |
|          | Drescoma cyrdipsa                                                       |
|          |                                                                         |